# Job 32
Job 32 es el trigesimosegundo capítulo del Libro de Job en la Biblia hebrea o el Antiguo Testamento del Cristianismo . El libro es anónimo; la mayoría de los estudiosos creen que fue escrito alrededor del siglo VI a. C. Este capítulo recoge el discurso de Job, que pertenece a la sección Diálogo del libro, y comprende Job 3:1–Job 31:40.

## Comentarios previos
Comentarios para este capítulo y hasta el 37 incluido.
Elihú aparece en un momento de máxima tensión en los diálogos de Job, ofreciendo discursos más extensos y distintos en estilo que los de los amigos anteriores. Su nombre, israelita y común en la Biblia, y su manera de hablar han llevado a algunos comentaristas a pensar que estos pasajes fueron añadidos después como comentario a Job, a sus amigos y a la intervención divina. Sin embargo, los discursos mantienen coherencia literaria y doctrinal con el resto del libro y podrían ser obra del mismo autor, intercalados antes de la aparición de Dios. La tradición textual antigua los considera parte integral de la obra, presentes en hebreo, griego y latín. Se apoyan en los diálogos previos, citan a Job y a los amigos, y forman una unidad estructurada: el primer discurso (32,6-22) es exordio; los tres siguientes (33,1-33; 34,1-37; 35,1-16) desarrollan la culpabilidad del que sufre y la retribución; y el último (36,1-37,24) es un himno a la soberanía de Dios en la historia y la creación.

## Texto
El texto original está escrito en lengua hebrea. Este capítulo se divide en 22 versículos.

### Testimonios textuales
Algunos manuscritos antiguos que contienen el texto de este capítulo en hebreo pertenecen al Texto masorético, que incluye el Códice de Alepo (siglo X) y el Codex Leningradensis (1008). Se encontraron fragmentos que contienen partes de este capítulo en hebreo entre los Rollos del Mar Muerto, incluyendo 4Q100 (4QJobb; 50–1 a. C.) con los versículos 15–17 conservados..

## Análisis
La estructura del libro es la siguiente:
- El prólogo (capítulos 1-2)
- El diálogo (capítulos 3-31)
- Los veredictos (32:1-42:6)
- El epílogo (42:7-17)

Dentro de la estructura, el capítulo 32 se agrupa en la sección «Veredictos» con el siguiente esquema:
- El veredicto de Eliú (32:1-37:24)
  - Introducción en prosa de Eliú (32:1-5)
  - La apología de Eliú (32:6-22)
  - Transición de la apología al argumento (33:1-7)
  - Primer discurso de Eliú (33:8-33)
  - Segundo discurso de Eliú (34:1–37)
  - Tercer discurso de Eliú (35:1–16)
  - Cuarto discurso de Eliú (36:1–37:24)
- Aparición de Dios (discursos de Yahvé) y respuestas de Job (38:1–42:6)
  - Primera intervención de Dios (38:1-40:2)
  - Primera respuesta de Job: una respuesta insuficiente (40:3-5)
  - Segunda intervención de Dios (40:6-41:34)
  - Segunda respuesta de Job (42:1-6)

La sección que contiene los discursos de Eliú sirve de puente entre el diálogo (capítulos 3–31) y los discursos de YHWH (capítulos 38–41). Hay una introducción en forma de prosa (Job 32:1–5) que describe la identidad de Eliú y las circunstancias que le llevan a hablar (a partir de Job 32:6). Toda la sección del discurso puede dividirse formalmente en cuatro monólogos, cada uno de los cuales comienza con una fórmula similar (Job 32:6; 34:1; 35:1; 36:1). El primer monólogo de Eliú va precedido de una apología (justificación) por hablar (Job 32:6-22) y una parte transitoria que introduce los argumentos principales de Eliú (Job 33:1-7) antes de que comience formalmente el discurso (Job 33:8-33). En los tres primeros discursos, Eliú cita y luego refuta las acusaciones específicas de Job en el diálogo anterior:
| Acusaciones de Job | Respuesta de Eliú |
| ------------------ | ----------------- |
| Job 33:8–11        | Job 33:12–30      |
| Job 34:5–9         | Job 34:10–33      |
| Job 35:2–3         | Job 35:4–13       |

En los capítulos 36-37, Eliú deja de refutar las acusaciones de Job, pero expone sus conclusiones y su veredicto:
1. Una llamada a Job (Job 36:1-21)
2. Un himno de alabanza a Dios como creador (Job 36:22-37:13)
3. Un discurso final a Job (Job 37:14-24)[17]

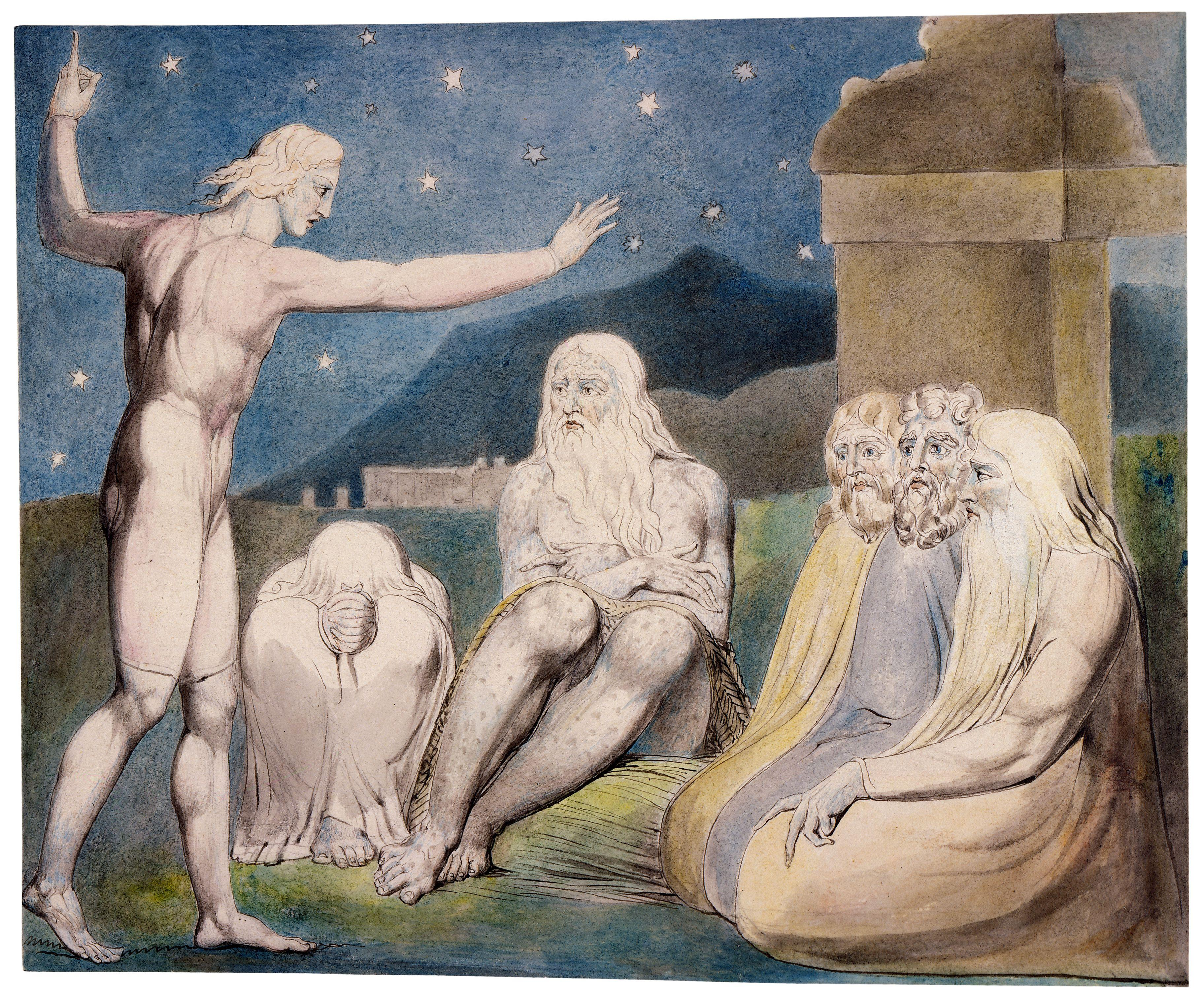
La ira de Eliú (1805) de William Blake, de las Ilustraciones del Libro de Job.

## Introducción en prosa a Eliú (32:1–5)
La sección comienza indicando la ruptura del diálogo, en la que los tres amigos de Job (Elifaz, Bildad y Zofar) dejan de responderle (versículo 1), lo que permite que otra persona, Eliú, se adelante para hablar (versículo 2). Eliú es descrito como «enfadado» (repetido cuatro veces en los versículos 2 (dos veces), 3 y 5), primero con Job, porque Job se justificó a sí mismo en lugar de a Dios (versículo 2), luego con los tres amigos por no dar una «respuesta» (legal) «respuesta» a Job, pero condenándolo (versículo 3), y luego, mientras espera su turno para hablar, Eliú se ve obligado por esta gran ira a dar respuestas a Job (versículos 4-5).

### Versículo 1
«Entonces estos tres hombres dejaron de responder a Job, porque él era justo a sus propios ojos».
- «A sus propios ojos»: traducido del hebreo בְּעֵינָֽיו, «bə-‘ê-nāw»;[21] Las versiones griega Septuaginta, siríaca y Símaco el ebionita tienen «a sus ojos».[22]

### Versículo 2
«Entonces se encendió la ira de Eliú, hijo de Baracel, el buzita, de la familia de Ram; se encendió su ira contra Job, porque se justificaba a sí mismo y no a Dios».
- «Entonces se encendió la ira»: (al principio del versículo) traducido de la frase en hebreo וַיִּחַר אַף, «vayyikhar ʾaf», literalmente «y la ira se encendió», que significa que Eliú «se enfadó mucho».[24]
- «Eliú»: literalmente «Él es mi Dios»; el único personaje del libro de Job mencionado con su nombre completo, incluido el patronímico (apellido).[18][25] Su identidad como buzita (Buz es el hermano de Uz en Génesis 22:20-21) sitúa su origen en Edom (cf. Jeremías 25:23).[19][25]
- «En lugar de»: se traduce en la versión griega Septuaginta y en la latina como «ante Dios».[26]

## La disculpa de Eliú (32:6–22)
Esta sección recoge el discurso de Eliú en forma de apología o justificación por su audacia al hablar. Al principio, Eliú se abstiene de hablar en presencia de sus mayores, debido a su timidez (versículo 6) y a su creencia inicial de que la sabiduría se aprende con el tiempo (versículo 7). Sin embargo, ahora se ve obligado a hablar tras darse cuenta de que la fuente de la sabiduría no es la vejez, sino solo Dios («el aliento del Todopoderoso») y que este don puede ser otorgado por Dios a cualquiera, incluido Eliú, que es más joven que Job y los tres amigos (versículos 8-10, 18). Debido al «espíritu» o «viento» (presumiblemente de Dios) que hay en él, Eliú «necesita» hablar (en lugar de «debe» hablar) para encontrar alivio (versículos 19-20), pero será imparcial (no «dará trato preferencial», literalmente «levantará el rostro de una persona» en el versículo 21), ya que cree que es responsable ante Dios (versículo 22).

### Versículo 8
[Eliú dijo:] «Pero hay un espíritu en el hombre,
«y el aliento del Todopoderoso le da entendimiento».
- «Aliento»: traducido de la palabra hebrea נְשָׁמָה («neshamah»), que se utiliza en Génesis 2:7 como «sopló en Adán» para convertirlo en una persona viva («alma»); en este versículo se compara con el «espíritu» (רוּחַ, ruakh), en la primera línea, que algunos comentaristas interpretan como el «Espíritu de Dios» (Job 33:4).[30]

## Comentarios

### De la Iglesia católica

#### A todo el capítulo
Elihú irrumpe en un momento de máxima tensión en los diálogos de Job, con discursos más extensos y formales que los de los amigos anteriores. Su nombre, israelita y común en la Biblia, y sus argumentos, distintos en estilo y enfoque, han llevado a algunos comentaristas a suponer que estos pasajes fueron añadidos posteriormente como comentario a los discursos de Job, de sus amigos y del mismo Dios. Pese a estas diferencias, los discursos de Elihú mantienen coherencia literaria y doctrinal con el resto del libro y podrían ser obra del mismo autor, intercalados antes de la intervención divina. La tradición textual antigua siempre los ha considerado parte integral de la obra, presentes en hebreo, griego y latín. Los discursos se apoyan en los diálogos previos, citan a Job y a sus amigos, y forman una unidad estructurada: el primer discurso (32,6-22) sirve de exordio; los tres siguientes desarrollan la temática de la culpabilidad y la retribución; y el último (36,1-37,24) es un himno a la soberanía de Dios en la historia y la creación.

#### A los versículos 1-5
El narrador presenta a Elihú de manera detallada, señalando su linaje y los motivos de su intervención, subrayando su juventud frente a los ancianos que habían hablado antes. Hasta ese momento se había mantenido en silencio por respeto, pero su fervor y celo lo impulsan a reprender tanto a Job como a los amigos. La descripción contiene un matiz irónico, probablemente para criticar a quienes, en la tradición sapiencial, se enorgullecían del lenguaje elocuente sin aportar pensamiento profundo, sugiriendo que Elihú combina ardor y retórica con aciertos doctrinales, aunque con cierto exceso de vanidad.

Después de los amigos se allega Elihú, más joven, para reprender al bienaventurado Job; en su persona se perciben las formas de algunos doctores fieles pero arrogantes.

#### A los versículos 6-22
Los comentaristas cristianos coinciden en resaltar la altivez de Elihú, subrayando su tono autoritario y su confianza en sí mismo. Lo presentan como un joven que, aunque sabio, exhibe orgullo al reclamar atención y al menospreciar a los amigos de Job, actuando más como orador vanidoso que como guía compasivo. Su postura refleja la combinación de audacia, celo religioso y tendencia a imponerse, rasgos que generan una ambivalencia: transmite verdades sobre Dios, pero su manera de presentarlas revela vanidad y falta de sensibilidad ante el sufrimiento ajeno.

Cualquier arrogante busca no tanto tener ciencia, sino aparentar que la tiene, porque ciertamente los orgullosos no se esfuerzan por alcanzar la sabiduría sino por mostrarla (…). En cambio, los santos se complacen en lo más íntimo de la sabiduría; y, cuando por caridad manifiestan el bien que han recibido, se gozan más del provecho de los oyentes que de su propia demostración.